# 馮永祥
馮永祥(1951年-)，籍貫廣東廣州，外號「股壇壞孩子」，香港財經界人士，新鴻基證券創辦人馮景禧之次子。曾任新鴻基證券主席、禹銘集團主席。

## 簡歷
馮永祥曾於加拿大滑鐵盧大學就讀，但未畢業。1973年加入其父親的新鴻基證券，其長兄馮永發沒有興趣接手金融業務。1985年8月，其父馮景禧於郵輪旅程突然腦充血逝世，馮永祥接任新鴻基證券主席。1989年，成立新鴻基工業，於翌年上市。
1986年3月23日，馮永祥與李氏家族合組巴仙拿(Bassina)公司，提出以每股16元全面收購華人置業股權。其後劉鑾雄加入收購戰，最終劉鑾雄成功收購華人置業股權。
1996年，馮永祥將其父創辦的新鴻基證券33%股權出售予李明治旗下的聯合地產，只購回新鴻基工業股權出任主席，並與其拍檔馮耀輝合作，改組新鴻基工業，易名禹銘投資。
2002年，禹銘以每股一仙的出價，先後提出收購多家持有大量資產或現金的上市公司，其中以擁有40億資產的中華汽車最爲矚目，但最終多次收購皆不成功。其後，證監會特別修訂《收購及合併條例》，令同類的一仙收購不再出現。
2007年，馮永祥向禹銘購入香港投資物業，2008年5月辭任禹銘主席，同年入股創業板公司大中華科技。2009年7月，收購製造節能設備的快意空調66.58%股權，並將大中華科技易名快意節能。2010年9月，中國「體操王子」李寧，將旗下上市公司李寧集團股份注入快意節能，令快意股價急升十倍。2010年11月24日，快意節能易名爲非凡中國控股有限公司。
2007年，獲香港中文大學頒授榮譽院士。
2013年，馮永祥以15.4億元全購大堡礁賭場信託（Reef Casino Trust），大堡礁賭場信託在澳洲昆士蘭北部凱恩斯擁有一間賭場酒店The Reef Hotel Casino。

2015年，馮永祥斥巨資在澳洲昆士蘭省收購柏天勒育馬場的訓練基地，並將此牧場正式改名「雅士牧場」。

## 家庭
馮永祥的父親馮景禧是新鴻基證券創辦人。馮永祥有一兄、二妹，長兄馮永發、三妹馮綺雯、幼妹馮綺玲。馮永祥曾結婚3次。

## 馬主生涯
馮永祥和兒子馮尚仁是香港賽馬會的會員、馬主，在2016/2017馬季開始在港成為馬主，擁有名下馬匹「高時運」。

## 公職
- 1988年-2003年 全國政協委員 (第七、第八及第九屆)
- 1988年-1990年 香港聯合交易所理事會副主席
- 1994年-1997年 香港聯合交易所理事會理事
- 1986年-1994年 中大新亞書院校董
- 1987年-1993年 中大就業諮詢委員會主席
- 2000年-       香港中文大學校董會財務委員會委員
- 香港總商會常務委員